# Streifen-Zwergkaiserfisch
Der Streifen-Zwergkaiserfisch (Centropyge bispinosa) lebt von Ostafrika bis nach Polynesien weit verbreitet in den Korallenriffen des Indopazifik. Im Roten Meer und bei Hawaii fehlt er.

## Merkmale
Die Fische erreichen eine Länge von zehn Zentimetern und weisen je nach Region eine sehr variable Körperfärbung auf. Grundfarbe ist blau, mit roten oder orangen Querstreifen den Flanken. In den Riffen Indonesiens treten fast rein blaue Exemplare auf, die nur sehr feine orange Querstreifen auf den Seiten haben. Bei Samoa gibt es dagegen fast vollständig rote bzw. orange Fische, deren Seiten etwas dunkler rot gestreift sind und nur noch die Lippen, die Augen, der Kiemendorn und die Ränder der unpaaren Flossen einen blauen Farbrest aufweisen. Das Artepitheton bispinosa weist darauf hin, dass unterhalb des für alle Kaiserfische typische Kiemendeckeldorns noch ein weiterer, weit kleinerer Dorn sitzt.
Flossenformel: Dorsale XIIII/16–18, Anale III/17–19

## Lebensweise
Der Streifen-Zwergkaiserfisch ist einer am weitest verbreiteten Zwergkaiserfische. Er lebt sehr versteckt in korallenreichen Lagunen und steilen Außenriffen in Tiefen von einem bis 60 Metern und bleibt immer in der Nähe des Untergrundes und von Versteckmöglichkeiten. Er lebt paarweise oder in Haremsgruppen aus einem territorialen Männchen und drei bis sieben Weibchen. Wie alle Kaiserfische ist der Streifen-Zwergkaiserfisch ein protogyner Hermaphrodit, das heißt, die Fische sind bei erreichen der Geschlechtsreife zunächst weiblich und wandeln sich nach einiger Zeit in Männchen um. In einem Haremsverband wechselt das stärkste Weibchen sein Geschlecht, wenn z. B. das Männchen gestorben ist.

## Aquaristik
Der Streifen-Zwergkaiserfisch ist einer der am häufigsten zu aquaristischen Zwecken importierten Kaiserfische. Früher wurde er, nach dem Zierfischexporteur Earl Kennedy, Kennedys Zwergkaiserfisch genannt.